# The Stranger (àlbum de Billy Joel)
The Stranger és el cinquè àlbum d'estudi de Billy Joel, tret a la venda l'octubre de 1977. Mentre que els seus quatre àlbums anteriors van tenir un èxit moderat, aquest va trencar la tendència, aconseguint el número 2 en la llista d'àlbums més venuts dels Estats Units. Sent l'àlbum, no recopilatori, més venut fins de Billy Joel fins a l'actualitat, amb més de 10 milions de còpies, i formant part de la llista dels 20 àlbums més venuts en la dècada del 1970.
Gran part de l'èxit de l'àlbum s'atribueix a la col·laboració de Billy Joel amb el productor Phil Ramone, els mètodes de producció innovadors del qual van complementar les cançons de Billy Joel. Aquesta fructuosa col·laboració va continuar durant una dècada.
Alguns senzills llançats d'aquest àlbum inclouen:"Just The Way You Are," la balada acústica "She's Always A Woman," la mitjanament controvertida "Only The Good Die Young," i "Movin' Out (Anthony's Song)," la qual es convertí en el tema musical de Broadway "Movin' Out", basat en les cançons de Billy Joel.
Aquest àlbum va atrapar a Bridge over Troubled Water de Simon and Garfunkel, per arribar a ser l'àlbum de Columbia Records més venut en aquells moments. Va ser també l'últim àlbum del productor que portava el logo de "Family Productions", satisfent els termes del seu contracte de 1974.
Joel va guanyar dos premis Grammy per aquest disc: millor disc i millor cançó per: Just the Way You Are.
Generalment aclamat com el treball més selecte de Billy Joel, l'àlbum fou col·locat en el número 67 en la Llista de Rolling Stone, dels 500 millors àlbums de tots els temps de la revista Rolling Stone.

## Llista de cançons
Totes les cançons van ser compostes per Billy Joel.
1. "Movin' Out (Anthony's Song)" – 3:30
2. "The Stranger" – 5:08
3. "Just the Way You Are" – 4:50
4. "Scenes From An Italian Restaurant" – 7:37
5. "Vienna" – 3:34
6. "Only the Good Die Young" – 3:55
7. "She's Always a Woman" – 3:21
8. "Get It Right the First Time" – 3:57
9. "Everybody Has a Dream/The Stranger (Reprise)" – 6:38